# Artur Dziurman
Artur Karol Dziurman (ur. 31 maja 1964 w Krakowie) – polski aktor teatralny, filmowy, telewizyjny i głosowy, także reżyser.

## Życiorys
Ukończył VI Liceum Ogólnokształcące w Krakowie. Absolwent Wydziału Aktorskiego Państwowej Wyższej Szkoły Teatralnej im. Ludwika Solskiego w Krakowie (1987).
W latach 1987–1989 aktor krakowskiego Teatru Bagatela, a od września 1989 Starego Teatru im. Heleny Modrzejewskiej.
Jest prezesem zarządu Fundacji ITAN (Integracyjny Teatr Aktora Niewidomego) w Krakowie.
W okresie 5–19 września 2014 brał udział w drugiej, emitowanej przez telewizję Polsat, edycji programu Dancing with the Stars. Taniec z gwiazdami. Jego partnerką taneczną była Walerija Żurawlewa. Z programu odpadli w trzecim odcinku, zajmując 10. miejsce.

### Życie prywatne
Jest żonaty z biotechnolożką Justyną Drukałą-Dziurman.

## Filmografia
- 2025: "Sprawiedliwi. Trójmiasto" jako inspektor Roman Gołaszewski
- 2024: Rojst Millenium jako policyjny komendant
- 2023: Infamia jako Stefan Burano
- 2021: Rojst ’97 jako komendant
- 2019: Zakochani po uszy jako Jerzy Popiel, ojciec Joanny
- 2019: W rytmie serca jako Feliks Skalski (odc. 47, 49)
- 2019: Korona królów jako Bodzęta (biskup krakowski)
- 2019: Futro z misia jako funkcjonariusz Żelisław Żubr
- 2016: Marie Curie jako dziekan
- 2015: Przypadki Cezarego P. jako Zenek Straszny
- 2014: Bogowie jako pierwszy sekretarz
- 2014: Pani z przedszkola jako psycholog rodzinny
- 2013–2014: To nie koniec świata jako Kazimierz Szostakowski
- 2012–2013: Wszystko przed nami jako detektyw
- 2012: Na krawędzi jako Zbigniew Jarosz – wspólnik „Kulawego”
- 2011: Komisarz Alex jako Henryk Kotys (odc. 4)
- 2011: Los numeros jako inspektor Wysocki
- 2011: 1920. Wojna i miłość jako major, dowódca pułku
- 2010: Hotel 52 jako Andrzej (odc. 14)
- 2009–2010: Czas honoru jako Schneider, komendant Pawiaka (odc. 16-20,22-23-25,32,37)
- 2009: Trzy minuty. 21:37 jako policjant
- 2009: Generał Nil jako Józef Czaplicki
- 2008: Jan z drzewa jako Piotr
- 2008: Faceci do wzięcia (odc. 71)
- 2008: Ostatnia akcja jako policjant
- od 2008: Ojciec Mateusz jako Napierski (odc. 10), Janusz Dąbrowski (odc. 86), Jerzy Wichary (odc. 127), komendant Pawelec (odc. 321)
- 2007: Prawo miasta jako Rafał Mikoś (gościnnie)
- 2007: Rezerwat jako pan Roman
- 2007: Fala zbrodni jako Magnus Dębski „King” (odc. 83–94)
- 2006: Dublerzy jako policjant
- 2006: Dublerzy (serial) jako policjant
- 2006: Kochaj mnie, kochaj! jako Jarek
- 2005: Niania jako Daniel Jarosiński (odc. 25)
- 2005: Pełną parą jako Zygmunt Marciniak
- 2005: Egzamin z życia jako Witold Choroszyński, ojciec Julii
- 2004–2006: Pensjonat pod Różą jako Sławek Adamski
- 2004–2007: Kryminalni jako Paweł Nowacki ps. „Pawełek” (odc. 13, 26); Jarosław Nowacki ps. „Hiszpan” lub „Jareczek” (odc. 64-67)
- 2003–2005: Magiczne drzewo jako tata Jacka
- 2003: Zostać miss 2 jako Bruno, właściciel hotelu i konkursu miss „Desperado”
- 2003: Psie serce jako Borys (gościnnie)
- 2003: Kasia i Tomek jako operator video (odc. 34)
- 2001: Reich jako „Cygan”
- 2001: Zostać miss jako Bruno, konkurent, właściciel „Desperado”
- 2001: Więzy krwi
- 2000–2001: Miasteczko jako adwokat Lucyny
- 2000–2003: M jak miłość jako prezes Jastrzębski
- 1999: Randka z diabłem jako Stolarek
- 1999: Na dobre i na złe jako Milecki, prawa ręka Sroki (gościnnie)
- 1999–2000: Klan jako Leszek Jakubowski (od odc. 239), od 2007
- 1997: Sława i chwała jako Gorbal
- 1995: Opowieść o Józefie Szwejku i jego drodze na front jako Łukasz
- 1995: Dama kameliowa jako Gaston, przyjaciel Armanda
- 1995: Opowieść o Józefie Szwejku i jego najjaśniejszej epoce jako porucznik Lukasz
- 1994: Śmierć jak kromka chleba jako schwytany ZOMO-wiec
- 1994: Obca siła (Brasier, Le) jako Paul
- 1988: Akwen Eldorado
- 1987: Rajski ptak jako Jurek
- 1983: Sensacje XX wieku jako lord Halifax (odc. 71)

## Polski dubbing
- 2022: God of War: Ragnarok(inne języki) – Kratos, wielki wojownik i bóg
- 2022: Elex 2 – Jax, główny bohater
- 2021: Terminator 2: Dzień sądu – Peter Silberman[3]
- 2021: Ciao Alberto – Massimo[4]
- 2021: A gdyby…? – Drax Niszczyciel
- 2021: Luca – Massimo
- 2019: The Mandalorian – Burg
- 2018: Avengers: Wojna bez granic – Drax Niszczyciel
- 2018: God of War – Kratos, wielki wojownik i bóg
- 2018: League of Legends – Swain, Wielki Generał Noxusu
- 2017: Elex(inne języki) – Jax, główny bohater gry
- 2017: Strażnicy Galaktyki vol. 2 – Drax Niszczyciel
- 2016: Overwatch – Winston, goryl genialny naukowiec
- 2015: Fantastyczna Czwórka – doktor Franklin Storm
- 2015: Kopciuszek – kapitan
- 2014: Munio: Strażnik Księżyca – Nekros
- 2014: Strażnicy Galaktyki – Drax Niszczyciel
- 2011: Rio – Marcel
- 2011: Harry Potter i Insygnia Śmierci cz. II – Lucjusz Malfoy
- 2010: Harry Potter i Insygnia Śmierci cz. I – Lucjusz Malfoy
- 2010: Legendy sowiego królestwa: Strażnicy Ga’Hoole
- 2010: Ryś i spółka, czyli zwierzaki kontratakują – Warczak
- 2010: Battlefield: Bad Company 2 – sierżant
- 2010: Percy Jackson i bogowie olimpijscy: Złodziej pioruna – Zeus
- 2009: Star Wars: The Clone Wars - Republic Heroes –
  - Mace Windu,
  - Plo Koon
- 2009: Noc w muzeum 2 – Kahmunrah
- 2009: Odlot – Alfa
- 2008: Cziłała z Beverly Hills – El Diablo
- 2008: Gwiezdne wojny: Wojny klonów – Mace Windu
- 2007: Harry Potter i Zakon Feniksa – Lucjusz Malfoy
- 2005: Harry Potter i Czara Ognia – Lucjusz Malfoy
- 2005: Fantastyczna Czwórka – Ben Grimm / Stwór
- 2002: Harry Potter i Komnata Tajemnic – Lucjusz Malfoy

## Radio
W RMF FM czytał powieści: „Towarzysze ONI”, „Kot Aleksandra”, „Klara Weritas”.